# Udgir
Udgir (en marathi उदगीर) és una ciutat i consell municipal de l'Índia a l'estat de Maharashtra, districte de Latur. Té una fortalesa del segle xv. La seva població el 2001 era de 200.908 habitants. Fou part dels dominis dels baridshàhides de Bidar i després dels adilxàhides de Bijapur; el 1635 fou assetjada i conquerida per Xa Jahan. El 1724 va quedar dins el principat d'Hyderabad, i dins d'aquest al districte de Bidar. El 1760, després de la batalla d'Udgir, fou conquerida pels triomfants marathes fins que després foren derrotats a la tercera batalla de Panipat el 1761.